# 不定型別
不定型別是目前程式語言中所擁有的一種資料型別，常用於Visual Basic及C++中。
在Visual Basic（及Visual Basic for Applications）中，不定型別是一種標籤聯合，用以表達任何一種資料型別（例如整數、雙精度及單精度浮點數、物件等等），除了固定長度字串或結構體。任何在Visual Basic中並未明確指定資料型別的變數，也會被當成不定型別來進行處理。
儘管不明確地宣告變數型別是一個不太好的習慣，但當一個資料的類型只有在執行時期才能被確定時，它就顯得相當的有用。實際上一部份動態型別的程式語言裡，通常就只有不定型別這一種資料型別。
在Visual Basic.NET裡，因為物件導向概念被引入，所以不定型別被.NET的Object型態所取代。Object型態和不定型別在概念上很相似，但卻大大不同，而且無法互相轉換。當Visual Basic.NET需要與Visual Basic的COM物件互動，通常需要先透過.NET的一些程式進行轉換。

## 範例
在Visual Basic，一個變數可以透過明確或含糊的宣告，令它成為一個不定型別的變數：
```
Dim
 
A

Dim
 
A
 
as
 
Variant

```

如果在 Delphi想要這樣做，則可使用如下的程式碼：
```
var
 
A
:
 
variant
;

```

### 格式
在Visual Basic中，一個不定型別需要使用16個位元組的空間去儲存資料；
| 偏移 | 大小      | 說明                                          |
| ---- | --------- | --------------------------------------------- |
| 0    | 2         | VarType，用以記錄此一不定型所儲存的資料類型。 |
| 2    | 6         | 空白，必須被設成0。                           |
| 8    | 小於等於8 | 此一變數實際儲存的資料。                      |

### 型別
以下為在Visual Basic中不定型可能會儲存的資料型別：
| VarType | 資料型別         | C型別                   | 型別名稱     |
| ------- | ---------------- | ----------------------- | ------------ |
| 0       |                  |                         | Empty1       |
| 1       |                  |                         | Null2        |
| 10      | 2A000A80         | HRESULT （長整數）      | Error        |
| 10      | 80020004         | HRESULT （長整數）      | Missing3     |
| 17      | 2A               | 位元組 （無符號字元）   | 位元組       |
| 11      | FFFF             | VARIANT_BOOL （短整數） | 布林值       |
| 2       | 2A00             | 短整數                  | 整數         |
| 3       | 2A000000         | 長整數                  | 長整數       |
| 4       | 00002842         | 浮點數                  | 單精度浮點數 |
| 5       | 0000000000004540 | 雙精度浮點數            | 雙精度浮點數 |
| 6       | A068060000000000 | CY結構                  | 貨幣         |
| 7       | 00000000C0D5E140 | 日期（雙精度浮點數）    | 日期         |
| 8       | xxxxxxxx         | BSTR （闊字元指標）     | 字串         |
| 9       | 00000000         | IUnknown指標            | Nothing4     |
| 9       | xxxxxxxx         | IUnknown指標            | 對象參址5    |

- 1 代表一個尚未被初始化的不定型別
- 2 代表資料庫裡沒有資料的欄位，即NULL。此NULL不應與未初始化的變數，或是C語言裡的NULL指針混淆。
- 3 一般用在呼叫函數時。當一個函數的參數被省略，那麼就會傳入這個數值代替。
- 4 代表此對象的參址被設為NULL。
- 5 代表此變數是一個指向一個物件的界面的指針，也就是說它會指向該物件的函數指針表。

## 應用

### 集合
在OLE裡，一個集合可以存放各種不同資料型別的資料。因為在編譯時期裡面所儲存的資料一般難以預測，所以集合裡用來加入資料或讀取資料的函數一般都是使用不定型別。

### 可選參數
在Visual Basic，一個函數的參數可以使用Optional關鍵字，把它設成一個可選的參數。當使用這個函數時可選參數沒有被傳入，那麼Visual Basic就會用一個叫Missing的特別數值取代被省略的參數。
```
Function
 
GetText
(
Optional
 
ByVal
 
Index
)
 
As
 
String

    
If
 
IsMissing
(
Index
)
 
Then

        
GetText
 
=
 
Item
(
CurrentItem
)

    
Else

        
GetText
 
=
 
Item
(
Index
)

    
End
 
If

End
 
Function

```